# Messa
Francesc Sempere Fernández de Mesa (nacido en Albaida, España, 1915 - fallecido en Albaida, España, 1996) más conocido por el nombre artístico Messa, fue un pintor español.

## Biografía
Se formó a la posguerra en contacto con los pintores Josep Segrelles y Monjalés. Fue miembro fundador, en Barcelona, del grupo Quinta Forma (1964) junto con los artistas Salvador Aulèstia, Albert Coma Estadella, José María Kaydeda, Lluís Rey Polo y Modest Rodríguez-Cruells.
Evolucionó de la abstracción al realismo crítico con la incorporación de objetos a los cuadros, una tendencia conocida como Nueva Figuración. Entre los años setenta y los ochenta realizó decoraciones murales, entre las que destaca el enorme mural 'Fata Morgana', en el Café del mismo nombre, actualmente en proceso de restauración.

## Exposiciones
Expuso a diferentes ciudades, como por ejemplo el año 1966 en el Ateneo Mercantil de Valencia, el año 1984 en la Sala Parpalló de Valencia. Se realiza una exposición retrospectiva en Alcoy en 1995.
Tiene obras en diferentes museos como el de Vilafamés.
Recientemente, a finales de 2016 hasta febrero de 2017 se realiza una gran exposición con más de 70 obras originales que pretende recuperar y poner en valor la obra del artista, en el Museo Valenciano de la Ilustración y la Modernidad.